# 若林裕介
若林 裕介（わかばやし ゆうすけ）は、日本の漫画家。

## 来歴
吉永裕ノ介のアシスタントを経て、2012年、WEB雑誌コミックメテオ誌上でもりた毬太の原作で『俺が童貞捨てたら死ぬ件について』を連載開始。同作は2014年に完結している。

## 作品リスト
- 『俺が童貞を捨てたら死ぬ件について』ほるぷ出版〈メテオCOMICS〉全4巻（原作：もりた毬太、『コミックメテオ』2012年5月[1] - 2014年4月[2]）
- 『無職の最強賢者 〜ジョブが得られず追放されたが、ゲームの知識で異世界最強〜』双葉社〈モンスターコミックス〉全4巻（原作：可換環、キャラクター原案：風花風花、『マンガがうがう』[3]2021年10月 - 連載中）